# Llista de partits polítics d'Etiòpia
Els partits polítics d'Etiòpia es poden dividir en diversos grups:
- Governamentals:
  - Front Democràtic Revolucionari Popular Etíop
    - Front Popular d'Alliberament de Tigre (Tigrayan Peoples' Liberation Front TPLF) 
      - Lliga Marxista-Leninista de Tigre, dissolta

    - Organització Popular Democràtica Oromo (Oromo Peoples' Democratic Organization OPDO)
    - Moviment Nacional Democràtic Amhara (Amhara National Democratic Movement ANDM), abans Ethiopian People's Democratic Movement
    - Moviment Democràtic dels Pobles del Sud d'Etiòpia (South Ethiopian Peoples' Democratic Movement SEPDM) 
      - Southern Ethiopia People's Democratic Coalition (unió de 5 partits ètnics del sud), abans Southern Ethiopian People's Democratic Union (10 partits ètnics), fusionats i convertit en el SEPDM.
- Aliats regionals (ètnics) del govern:
  - Organització Popular Democràtica dels Àfars (Afar People's Democratic Organization APDO)
  - Partit Popular Democràtic Somali (Somali People's Democratic Party SPDP), format el juny de 1998 per unió de part del ONLF amb la:
    - Ethiopian Somali Democratic League (ESDL) formada el 1994 per unió d'onze grups somalis

  - Lliga Nacional Harari (Harari National League HNL)
  - Moviment Popular Democràtic de Gambela (Gambella People’s Democratic Movement GPDM) o Gambella People’s Unity Democratic Movement (GPUDM)
    - Gambela People's Liberation Movement (GPLM), després Partit d'Alliberament Popular de Gambella unit a:
    - Gambella People’s Democratic Unity Party (GPDUP), unit a l'anterior van formar el:
    - Gambella People’s Democratic Front (GPDF), dissolt el 2002, transformat en GPDM

  - Front Unit Democràtic Popular de Benishangul-Gumaz (Benishangul-Gumuz People’s Democratic United Front BGPDUF)
    - Benishangul People's Liberation Movement (BPLM), una part va formar el Front Unit Democràtic Popular de Benishangul-Gumaz i la resta està a l'oposició armada.

- Dissidents governamentals:
  - Arena Tigray for Democracy and Sovereignty TAND (Tigrean Alliance for National Democracy), partit legal
  - Tigray People’s Democratic Movement (TPDM), partit a l'exili

- Oposició legal ètnica (només es citen els principals):
  - Abugda Ethiopian Democratic Congress (AEPC)
  - Afar Democratic Union (ADU)
  - Afar Liberation Front Party (ALFP)
  - Afar National Democratic Party (ANDP)
  - Moviment Nacional Democràtic Àfar
  - Afar National Revolutionary Democratic Front (ANRDF)
  - Afar Revolutionary Democratic Union (ARDU)
  - Afar Revolutionary Democratic Unity Front (ARDUF)
  - Alaba People's Democratic Movement (APDM)
  - Alaba People's Democratic Organization (APDO)
  - All-Amhara People's Organization (AAPO) després Partit Unit Panetíop
  - Argoba Nationality Democratic Movement (ANDM)
  - Arguba o Argoba National Unity Organization (ANUO)
  - Argoba People's Democratic Organization (APDO)
  - Bahire Work Mesmes People Democratic Organization (BWMPDO)
  - Bench People Democratic Organization (BPDO)
  - Bench People's Unity Democratic Movement (BPUDM)
  - Benishangul-Gumuz People’s Democratic Party (BGPDP)
  - Berhan for Unity and Democracy Party (BUDP)
  - Burgi (o Burji) People's Democratic Organization (BPDO)
  - Daworo People's Democratic Movement (DPDM)
  - Dei People's Unity Democratic Organization (DPUDO)
  - Denta Dubamo Kichinchela Democratic Organization (DDKDO)
  - Derassa People's Democratic Organization (DPDO)
  - Derita Dibamo Kechenchila People's Democratic Organization (DDKPDO)
  - Dilwebi People's Democratic Movement (DPDM)
  - Dube and Degene Nationality Democratic Party (DDNDP)
  - Ethiopian Somali Democratic Movement (ESDM), branca a l'Ogaden del Moviment Nacional Somali, dividit i extingit
  - Gamo Democratic Union (GDU)
  - Gambella Peoplès Democratic Congress GPFC, dissolt
  - Gedeo People's Democratic Movement (GPDM) o Gedeo People's Democratic Organisation (GPDO)
  - Gumuz People's Liberation Movement (GPLM)
  - Gurage People's Democratic Front (GPDF)
  - Gurage People's Democratic Organization (GPDO)
  - Gurage People's Revolutionary Democratic Movement (GPRDM)
  - Hadia o Hadya Nation Unity Democratic Organization (HNUDO)
  - Hadia People's Democratic Organization (HPDO)
  - Harari Democratic Organization (HDO)
  - Harari Democratic Unity Party (HDUP) o Hadiyuppa.
  - Harari People's Democratic Party (HPDP)
  - Islamic Union Party (Al-Ittihad al-Islamiya), opera a l'Ogaden i Somàlia
  - Issa and Gurgura Liberation Front (IGLF)
  - Jarso Democratic Movement (JDM)
  - Kaffa People's Democratic Union (KPDU)
  - Kefa People's Democratic Movement (KPDM)
  - Kembata People's Congress (KPC)
  - Kembata People's Democratic Organization (KPDO)
  - Keficho People's Unity Democratic Organization (KPUDO)
  - Konso People's Democratic Union (KPDU)
  - Kore Nationalities Democratic Organization (KNDO)
  - Mao-Komo Special Worede People Democratic Unity Movement (MSWPDUM)
  - Mareko People's Democratic Organization (MPDO)
  - Meanit People's Unity Democratic Organization (MPUDO)
  - Omo People's Democratic Organization (OPDO), després Omo People's Democratic Union
  - Oromo Abo Liberation Front (OALF)
  - Oromo Federalist Democratic Movement (OFDM)
  - Oromo Federalist Congress (OFC), coalició de la OFDM i el OPC
  - Oromo Liberation United Front (OLUF)
  - Oromo National Congress (ONC), la direcció fou eliminada pel govern que en va establir una d'aliada
  - [All] Oromo People Democratic Party (AOPDP)
  - Oromo People’s Congress (OPC), format per l'antiga direcció del ONC
  - Shekecho People's Democratic Movement (SPDM)
  - Sheko and Regional People Democratic Organization (SRPDO)
  - Sidama Hadicho Peoples Democratic Organization (SHPDO)
  - Sidama Liberation Movement (SLM), no s'ha de confondre amb el grup del mateix nom després rebatejat Front d'Alliberament Sidama
  - Sidama People's Democratic Organization (SPDO)
  - Silti Azernet Berbere Meskan/Weleni Gedebano People's Democratic Movement (SABM/WGPDM)
  - Sodo Gordena People's Democratic Organization (SGPDO)
  - Southern Omo People's Democratic Movement (SOPDM)
  - Tembaro People's Democratic Organization (TPDO)
  - Tigri-Worji Nationality Democratic Unity Party (TWNDUP)
  - Tigri-Worji Union (TWU)
  - United Oromo Democratic Organization (UODO)
  - Western Somali Democratic Party (WSDP)
  - Wolaita People's Democratic Front (WPDF)
  - Wolaita People's Democratic Organization (WPDO)
  - Wolelegna Language Speakers People's Democratic Movement (WLSPDM)
  - Yem Nationality Movement (YNM)

- Oposició legal panetíop:
  - Coalition of Ethiopian Democratic Forces (COEDF), il·legal sota el Derg, i no legalitzada el 1991.
  - Coalition of Alternative Forces for Peace and Democracy in Ethiopia (CAFPDE), coalició 1994
  - Ethiopian National Democratic Movement (ENDM), coalició 1994-1995 de cinc grups que va originar el:
    - Ethiopian National Democratic Party (ENDP) format per la unió dels cinc grups: 
      - Ethiopian Democratic Organization (EDO)
      - Ethiopian Democratic Organization Coalition (EDOC)
      - Gurage People's Democratic Front (GPC)
      - Kembata People's Congress (KPC)
      - Wolaita People's Democratic Front (WPDF)

  - Coalició per la Unitat i la Democràcia (Coalition for Unity and Democracy CUD), després de 2005 un partit amb el mateix nom fou creat pel govern com aliat.
    - Ethiopian Democratic League
    - All Ethiopian Unity Party AEUP
    - United Ethiopian Democratic Party (base de les Forces Democràtiques Unides d'Etiòpia) format per la unió de:
      - Partit Democràtic Etíop
      - Unió Democràtica d'Etiòpia

    - Medhin Party
    - Rainbow Ethiopia: Movement for Democracy and Social Justice

  - Forces d'Unitat Democràtica Etíop (a vegades erròniament apareix "Front" en lloc de "Forces")
    - Congrés Nacional Oromo (Oromo National Congress ONC), partit ètnic oromo dins la coalició panetíop
    - Partit Federal Social Democràtic Etíop (Ethiopian Social Democratic Federal Party), continuador socialdemòcrata del Partit dels Treballadors d'Etiòpia
    - All-Amhara People's Organization (AAPO), partit ètnic amhara dins la coalició panetíop.
    - Ethiopian Democratic Unity Party o Partit d'Unió Democràtic Etíop

  - Unitat per la Democràcia i la Justícia (Unity for Democracy and Justice UDJ)
  - UEDP-Medhin (Partit d'Unió Democràtic Etiòpic-Mehdin)
  - Alliance for Freedom and Democracy
  - MEDREK (Fòrum pel Diàleg Democràtic a Etiòpia|Forum for Democratic Dialogue in Ethiopia)
  - Partit dels Treballadors d'Etiòpia, partit únic amb el Derg, 1984-1991, il·legalitzat
  - Moa Ambessa (Partit del Lleó de Judà, monàrquic), inactiu

- Oposició armada o il·legal (ètnica)
  - Front Nacional d'Alliberament de l'Ogaden (Ogaden National Liberation Front ONLF)
  - Front d'Alliberament Oromo (Oromo Liberation Front OLF)
  - Forces Unides d'Alliberament d'Oròmia (ULFO)
  - Front Islàmic per l'Alliberament d'Oromia (Islamic Front for the Liberation of Oromia IFLO), després Front Democràtic per la Independència d'Oròmia
  - Front Popular d'Alliberament Oromo (Oromo People's Liberation Front OPLF)
  - Front Popular d'Alliberament Unificat Oromo (United Oromo People's Liberation Front UOPLF)
  - United Oromo Liberation Front (UOLF)
  - Consell d'Alliberament d'Oròmia
  - Moviment Nacional Democràtic Oromo, dissolt
  - Organització Popular d'Alliberament Oromo (OPLO), des de 2003 integrat a les Forces d'Unitat Democràtica Etiòpiques
  - Front d'Alliberament Sidama (Sidama Liberation Front SLF) abans Moviment d'Alliberament Sidama (Sidama Liberation Movement SLM)
  - Moviment Nacional d'Alliberament Àfar
  - Front d'Alliberament Àfar
  - Front Nacional d'Alliberament Àfar, legal des de 1991, el 1996 va formar el Partit Nacional Democràtic Àfar
  - Ugugumo
  - Front d'Alliberament de Somàlia Occidental, dissolt
  - Front d'Alliberament de Tigre, eliminat
  - Front d'Alliberament Nacional d'Etiòpia (oromo), eliminat
  - Front d'Alliberament Somali Abo, partit legal des de 1991 com a Front d'Alliberament Oromo Abo

- Oposició armada o il·legal (no ètnica)
  - MEISON
  - Ethiopian People's Revolutionary Party (EPRP)
  - Front Unit Patriòtic Democràtic Etíop, embrió del EPPF
  - Front Popular Patriòtic Etíop (Ethiopian People's Patriotic Front EPPF)
  - Moviment Revolucionari d'Oficials Demòcrates Etíops
  - Working Party of Ethiopia (WPE)
  - Unió Democràtica d'Etiòpia
  - Front Patriòtic Kafegn, des de 2005 integrat al Front Popular Patriòtic Etíop